# Coelidia quadriverrucata
Coelidia quadriverrucata är en insektsart som beskrevs av Fabricius 1794. Coelidia quadriverrucata ingår i släktet Coelidia och familjen dvärgstritar. Inga underarter finns listade i Catalogue of Life.